# Chill Wills

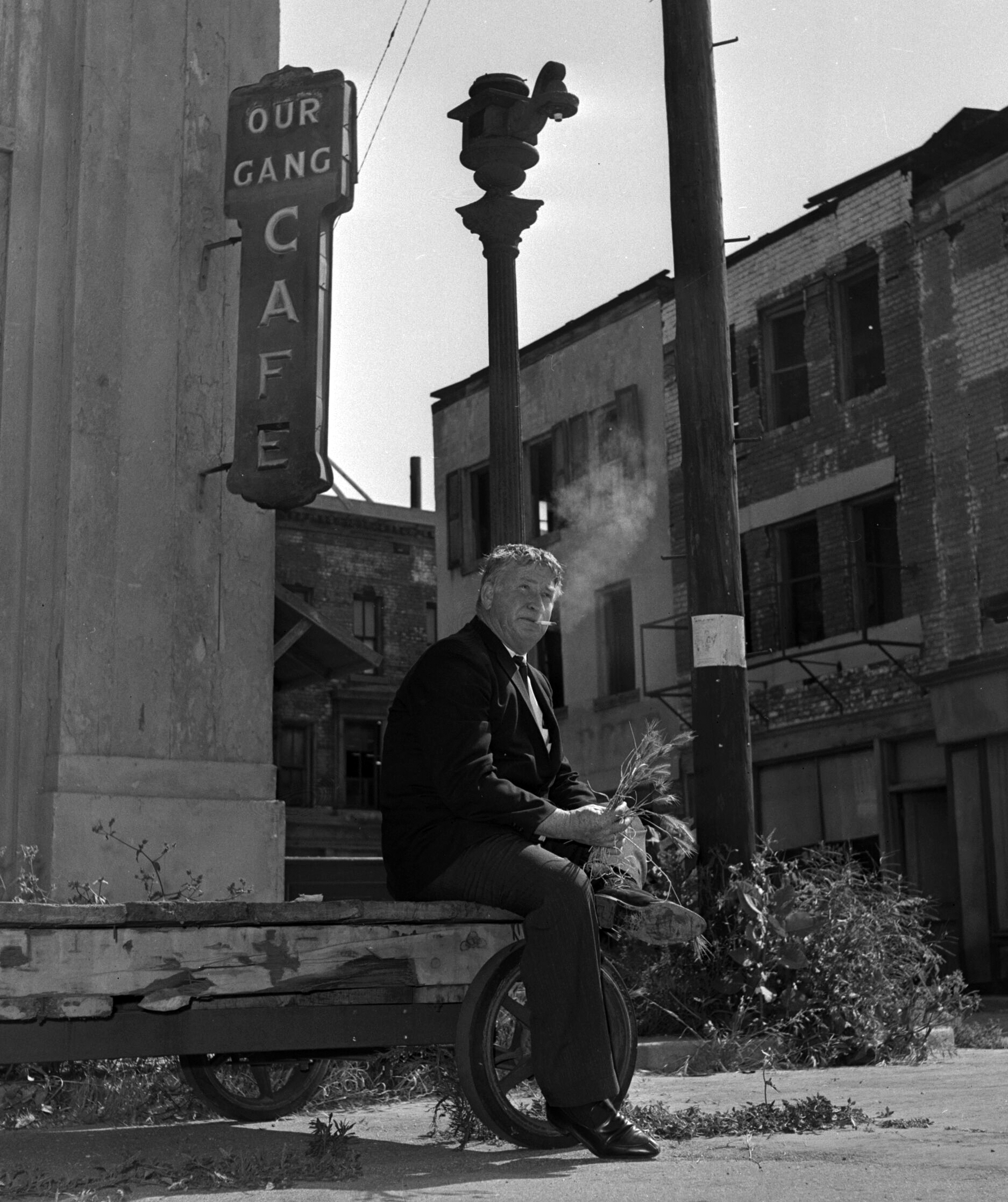
Chill Wills (1963)

Chill Theodore Wills (* 18. Juli 1902 in Seagoville, Texas; † 15. Dezember 1978 in Encino, Kalifornien) war ein US-amerikanischer Film- und Theaterschauspieler sowie Musiker.

## Leben
Der eigentümliche Vorname Chill ist eine Erfindung seiner Eltern. Da am Tag seiner Geburt der heißeste Tag in Texas herrschte, entschlossen sich die Eltern ihn ironischerweise Chill (dt.: frostig) zu nennen. Chill Wills wuchs als einer von insgesamt fünf Brüdern auf und stand bereits in jungen Jahren mit diesen auf der Bühne. Unter dem Künstlernamen The Wills Brothers Quartet traten sie auf Jahrmärkten und Vaudeville-Bühnen in den südwestlichen Bundesstaaten der USA auf. In Kansas City lernte Wills auch seine erste Frau Hattie Elizabeth Chappelle kennen, die er 1928 heiratete. Mit ihr bekam er seine beiden Kinder, Tochter Jill (* 1939) und Sohn Will (* 1942).
Mit Chill Wills and His Avalon Boys, einer Musikgruppe, die er Ende der 1920er Jahre mitbegründet hatte, konnte Wills als Erwachsener an die Erfolge seiner Kindheit anknüpfen. Bei einem Auftritt in Hollywood wurde die Gruppe um 1934 von einem Talentscout von RKO Pictures entdeckt, der sie als Hintergrundband für einige kaum erfolgreiche Low-Budget-Western verpflichtete. Einen nennenswerten Auftritt hatten sie jedoch 1937 in der Westernkomödie Zwei ritten nach Texas mit Laurel und Hardy, die sogar eine Oscar-Nominierung für die beste Filmmusik erhielt. Chill Wills ist dabei im Film zu sehen, wie er mit Laurel und Hardy das amerikanische Volkslied The Trail of the Lonesome Pine anstimmt.
Ende der 1930er Jahre, als die Gruppe getrennte Wege ging, beschritt Wills eine Solokarriere als Schauspieler, die sich über eine Dekade von 40 Jahren erstrecken sollte. Wills galt zusehends als gefragter Akteur, der in über 100 Spielfilmen sein Talent unter Beweis stellen konnte.
Zu seinen wohl bekanntesten Filmen zählt der Western Alamo, der 1960 von John Wayne inszeniert wurde. Chills, der 1961 für seine Darstellung eines Weggefährten von Davy Crockett (John Wayne) namens Beekeeper eine Oscar-Nominierung in der Kategorie Bester Nebendarsteller erhielt, begann daraufhin einen bis heute beispiellosen Wahlkampf um Stimmen der AMPAS zu führen, um so die Goldstatue zu bekommen. Doch der aggressive Ton, den Wills dabei an den Tag legte, wurde von der Academy rigoros abgestraft, sodass auf der einen Seite Wills keinen Oscar bekam, und andererseits der Film Alamo selbst von sieben Oscar-Nominierungen nur eine einzige Goldstatue für sich beanspruchen konnte. Selbst John Wayne musste sich öffentlich für das Verhalten seines Schauspielers entschuldigen. Zum Glück tat dieser Fauxpas dessen Karriere keinen Abbruch, da er selbst noch bis kurz vor seinem Tod vor der Kamera stand.
Parallel zu seiner Arbeit bei Film und Fernsehen engagierte sich Wills auch politisch. So war er Mitglied der Demokratischen Partei und unterstützte den Gouverneur von Alabama, George Wallace, beim Präsidentschaftswahlkampf des Jahres 1968; wenngleich das Unternehmen nicht von Erfolg gekrönt war.
Chill Wills’ Ehefrau Hattie starb am 11. November 1971, im 43. Ehejahr. Zwei Jahre später heiratete Wills am 7. Dezember 1973 Novadeen Googe. Mit ihr war er die letzten fünf Jahre seines Lebens verheiratet. Chill Wills starb im Alter von 76 Jahren an Krebs.
Ihm ist heute ein Stern am Hollywood Walk of Fame gewidmet.

## Filmografie (Auswahl)
- 1934: Das ist geschenkt (It’s a Gift)
- 1936: Call of the Prairie
- 1937: Laurel und Hardy – Zwei ritten nach Texas (Way Out West)
- 1938: Laurel und Hardy – Die Klotzköpfe (Blockheads) (nur Stimme)
- 1939: Black River (Allegheny Uprising)
- 1940: Der Westerner (The Westerner)
- 1940: Der Draufgänger (Boom Town)
- 1941: Der letzte Bandit (Billy the Kid)
- 1941: Überfall der Ogalalla (Western Union)
- 1942: Mister Gardenia Jones (Dokumentarfilm)
- 1942: Tarzans Abenteuer in New York (Tarzan’s New York Adventure)
- 1942: Stand by for Action
- 1944: Meet Me in St. Louis
- 1944: Ich werde dich wiedersehen (I'll Be Seeing You)
- 1945: What Next, Corporal Hargrove?
- 1945: Todsünde (Leave Her to Heaven)
- 1946: Die Wildnis ruft (The Yearling)
- 1946: The Harvey Girls
- 1948: Fünf auf Hochzeitsreise (Family Honeymoon)
- 1948: Ich heirate dich doch (That Wonderful Urge)
- 1948: Geladene Pistolen (Loaded Pistols)
- 1948: Silberkönig (Northwest Stampede)
- 1949: Tulsa
- 1949: Die rote Schlucht (Red Canyon)
- 1950: The Grass Is Always Greener
- 1950: Rio Grande (Rio Grande)
- 1950: Der Tiger von Texas (High Lonesome)
- 1950: Zweikampf bei Sonnenuntergang (The Sundowners)
- 1950: Mississippi-Express (Rock Island Trail)
- 1950: Stella
- 1950–1955: „Esel Francis“-Filmreihe (mit Wills als Stimme von Francis) 1. Teil:Francis, ein Esel – Herr General (Francis)
- 1951: Der große Zug nach Santa Fé (Cattle Drive)
- 1951: Apachenschlacht am schwarzen Berge (Oh! Susanna)
- 1951: Der Seewolf von Barracuda (The Sea Hornet)
- 1952: Der Tiger von Utah (Ride the Man Down)
- 1952: Bronco Buster
- 1953: Small Town Girl
- 1953: Der Mann vom Alamo (The Man from Alamo)
- 1953: Chicago – 12 Uhr Mitternacht (City That Never Sleeps)
- 1956: Giganten (Giant)
- 1957: Schlucht des Verderbens (Gun Glory)
- 1958: Schieß zurück, Cowboy (From Hell to Texas)
- 1960: Alamo (The Alamo)
- 1961: Das Gold der sieben Berge (Gold of the Seven Saints)
- 1960: Dazu gehören zwei (Where the Boys Are)
- 1961: Gefährten des Todes (The Deadly Companions)
- 1961–1962: Frontier Circus (Fernsehserie, 26 Folgen)
- 1962–1968: Rauchende Colts (Fernsehserie, drei Folgen)
- 1963: Getrennte Betten (The Wheeler Dealers)
- 1963: Der Kardinal (The Cardinal)
- 1963: MacLintock (McLintock!)
- 1965: Nebraska (The Rounders)
- 1966–1967: Diese Pechvögel (Fernsehserie, 17 Folgen)
- 1970: Die Glut der Gewalt (The Liberation of L. B. Jones)
- 1973: Pat Garrett jagt Billy the Kid (Pat Garrett & Billy The Kid)
- 1977: Vier treue Pfoten (Poco … Little Dog Lost)

## Auszeichnungen
- 1961: Nominiert für den Oscar in der Kategorie Bester Nebendarsteller für Alamo
- 1960: Stern auf dem Hollywood Walk of Fame (6923 Hollywood Blvd.)